# Addiscombe
Addiscombe est un quartier du borough londonien de Croydon, dans le sud du Grand Londres.

## Toponymie
Le nom Addiscombe est d'origine vieil-anglaise. Il désigne un terrain enclos (camp) appartenant à un homme nommé Æddi. Le quartier d'Addington, situé à quelques kilomètres au sud-est, pourrait faire référence au même individu. Au fil de son évolution phonologique, l'orthographe du nom évolue : Edescamp (1229), Adescompe (1279), Addescompe (1416) et enfin Addescombe (1456).

## Personnalités liées
- L'ingénieur canadien Frederick G. Creed (1871-1957), inventeur du téléscripteur, a passé une partie de sa vie à Addiscombe. Une blue plaque est installée sur sa maison du 20 Outram Road.
- L'écrivain D. H. Lawrence (1885-1930) a vécu à Addiscombe de 1908 à 1912. Il rédige durant cette période l'un de ses romans les plus célèbres, Amants et Fils, comme l'indique la blue plaque installée sur sa maison du 12 Colworth Road.
- L'écrivain R. F. Delderfield (en) (1912-1972) réside au 22 Ashburton Avenue de 1918 à 1923. Ses romans The Dreaming Suburb et The Avenue Goes to War, parus en 1958, s'inspirent de sa vie à Addiscombe. Une blue plaque est installée sur sa maison.
- Le musicien Matthew Fisher, membre du groupe de rock Procol Harum, est né à Addiscombe en 1946.